# Druga ojczyzna
Druga ojczyzna (fr. Seconde Patrie, 1900) – dwutomowa powieść Juliusza Verne’a z cyklu Niezwykłe podróże złożona z 32 rozdziałów. Książka stanowi kontynuację powieści szwajcarskiego pastora Johanna Davida Wyssa Robinson szwajcarski. Powieść Verne’a zaczyna się dokładnie w tym momencie, gdy kończy się akcja książki Wyssa.
Pierwsze (i jak do tej pory jedyne) polskie wydanie przekładu autorstwa Heleny S. ukazało się w 1901 w 29 odcinkach w piśmie tygodniowym ilustrowanym Ziarno pt. Druga ojczyzna (z ilustracjami George’a Rouxa).